# Alfred Ungerer
Alfred Ungerer (* 1861 in Straßburg; † 29. März 1933 ebenda) war ein elsässischer Uhrmacher und Turmuhrenfabrikant.

## Leben
Alfred Ungerer war der Sohn von Auguste Théodore Ungerer (1822–1885), der zusammen mit seinem Bruder Albert Ungerer (1813–1879) Schüler und dann Partner von Jean-Baptiste Schwilgué war. Zusammen übernahmen sie später Schwilgués Turmuhrengeschäft und benannten es in Ungerer Frères um.
Alfred Ungerer übernahm mit seinem Cousin Julius Ungerer, ein Sohn von Albert Ungerer, um 1903 die Turmuhrmacherei. Das sich von nun an J. & A. Ungerer benannte Geschäft siedelte in die Rue de Labroque (damals Labroquer Straße) um.
Er veröffentlichte Abhandlungen über die Uhrmacherkunst, insbesondere historisch bedeutende Literatur über die astronomische Uhr des Straßburger Münsters. In einem der Jahrbücher für solothurnische Geschichte des Historischen Vereins des Kantons Solothurn aus dem Jahre 1929 wird erwähnt: „Herr Alfred Ungerer ist einer der besten Kenner der alten Kunstuhren. Demnächst erscheint im Selbstverlag sein mit großer Spannung erwartetes, umfassendes Werk Les horloges astronomiques et monumentales les plus remarquables de l'antiquité jusqu'à nos jours.“
Sein Sohn war der Uhrmacher Théodore Ungerer, sein Enkel war der Cartoonist Tomi Ungerer.

## Publikationen (Auswahl)
- L'horloge astronomique de la cathédrale de Strasbourg. In: L'Astronomie, Ausg. 35, S. 89–102 (Online-Version).
  - Deutsche Fassung: Astronomische Uhr im Straßburger Münster. Verlag der Strassburger Neueste Nachrichten, Straßburg 1911.[6]

- Anleitung zur Aufstellung und Instandhaltung von Turmuhren für Uhrmacher, Mechaniker, Monteure, Baumeister u. a. m. Verlag der Deutschen Uhrmacher-Zeitung, Berlin 1920.[7]
- Les horloges d'édifice: leur construction, leur montage, leur entretien: guide pratique … suivi d'une nomenclature des horloges monumentales et astronomiques les plus remarquables. Gauthier-Villars & Cie, Paris 1926.[8]
- mit Théodore Ungerer: Cloches et carillons depuis leur origine jusqu'à nos jours. In: France horlogère, 15. Nov. 1932.[9]
- Les horloges astronomiques et monumentales les plus remarquables de l'antiquité jusqu'à nos jours. Ungerer, Strasbourg 1931.